# Der Reiter gen Osten
Der Reiter gen Osten war eine illustrierte deutsche Freikorps-Zeitschrift. Die Zeitschrift erschien monatlich von 1929 bis 1944 als das „Mitteilungsblatt des Bundes Schlageter e.V., Kameradschaftliche Vereinigung ehemaliger Baltikumer, Freikorps-, Grenzschutz-, Selbstschutz- und Ruhrkämpfer, sowie der Rhein- und Ruhrgefangenen.“
Herausgeber war das ehemalige Freikorps-Mitglied Heinz Oskar Hauenstein. Hauenstein hatte 1923 zum Zeitpunkt von Albert Leo Schlageters Verhaftung die „Organisation Heinz“ geleitet, der Schlageter angehörte. Die Zeitschrift widmete sich der Verherrlichung der Freikorps und ihrer Taten. In der Zeit des Nationalsozialismus war Ernst von Salomon von 1933 bis 1934 Schriftleiter. Der von Hauenstein gegründete „Bund der Freunde Schlageters“ stand der NSDAP nahe. 1934 geriet der Bund nach dem sogenannten „Röhm-Putsch“ und dem damit verbundenen Vorgehen des nationalsozialistischen Regimes auch gegen Vertreter ehemaliger Freikorps in Konflikt mit der Partei und wurde im folgenden Jahr aufgelöst. Der Reiter gen Osten erschien über die Auflösung hinaus bis 1944.